# Nowy Targ (district)
Nowy Targ (powiat nowotarski) is een Pools district (powiat) in de woiwodschap Klein-Polen. De oppervlakte bedraagt 1474,66 km², het inwonertal 190.128 (2014).

## Steden
- Nowy Targ
- Rabka Zdrój
- Szczawnica

Stadsdistricten:
Krakau (Kraków) · Tarnów · Nowy Sącz

Districten:
Bochnia · Brzesko· Chrzanów · Dąbrowa Tarnowska · Gorlice · Krakau · Limanowa · Miechów · Myślenice · Nowy Sącz · Nowy Targ · Olkusz · Oświęcim · Proszowice · Sucha · Tarnów · Tatra · Wadowice · Wieliczka

Grootste steden:
Bochnia · Chrzanów · Gorlice · Krakau · Nowy Sącz · Nowy Targ · Olkusz · Oświęcim · Tarnów · Zakopane